# مناجات در دو ماژور
«مناجات در دو ماژور» (به انگلیسی: Prayer in C) تک‌آهنگی از لی‌لی وود است که در سال ۲۰۱۴ میلادی منتشر شد. این تک‌آهنگ در آلبوم دوستان نامرئی قرار داشت. متن این ترانه خطاب به خداست و از نبودش در دنیا شکایت دارد و می‌گوید که خدا نمی‌تواند خودش را به خاطر اتفاقات دنیا ببخشد.
نسخه ریمکسی از این ترانه که توسط رابین شولتس انجام شد بسیار معروف گردید و در چارت‌های، والونیا، فلاندرز، اسکاتلند، فرانسه، ایرلند، ایتالیا، نروژ، آلمان، اسپانیا، دانمارک، لهستان، فنلاند، سوئد، سوئیس، اتریش، بریتانیا، در رتبه اول و در چارت‌های، استرالیا، نیوزلند جزو ده ترانه اول قرار گرفت.